# Krottenkopf
Le Krottenkopf est un sommet des Alpes, à 2 086 m d'altitude, point culminant des Préalpes bavaroises, et précisément du chaînon d'Ester, en Allemagne (Bavière).